# Limosina pseudoluteilabris
Limosina pseudoluteilabris är en tvåvingeart som beskrevs av Papp 1973. Limosina pseudoluteilabris ingår i släktet Limosina och familjen hoppflugor. Inga underarter finns listade i Catalogue of Life.